# József Windecker
József Windecker (Seghedino, 2 dicembre 1992) è un calciatore ungherese, centrocampista del Paks.

## Palmarès

### Club

#### Competizioni nazionali
- Coppa d'Ungheria: 3

Újpest: 2017-2018
Paks: 2023-2024, 2024-2025